# Belince
Belince (deutsch Bellinz, ungarisch Belinc) ist eine slowakische Gemeinde im Okres Topoľčany und im Nitriansky kraj mit 376 Einwohnern (Stand 31. Dezember 2024).

## Geographie
Die Gemeinde befindet sich im mittleren Teil des Hügellands Nitrianska pahorkatina, am rechten Ufer und der Flurterrasse der Nitra. Das Ortszentrum liegt auf einer Höhe von 161 m n.m. und ist 12 Kilometer von Topoľčany entfernt.
Nachbargemeinden sind Kamanová im Norden, Oponice im Osten und Preseľany im Süden und Westen.

## Geschichte

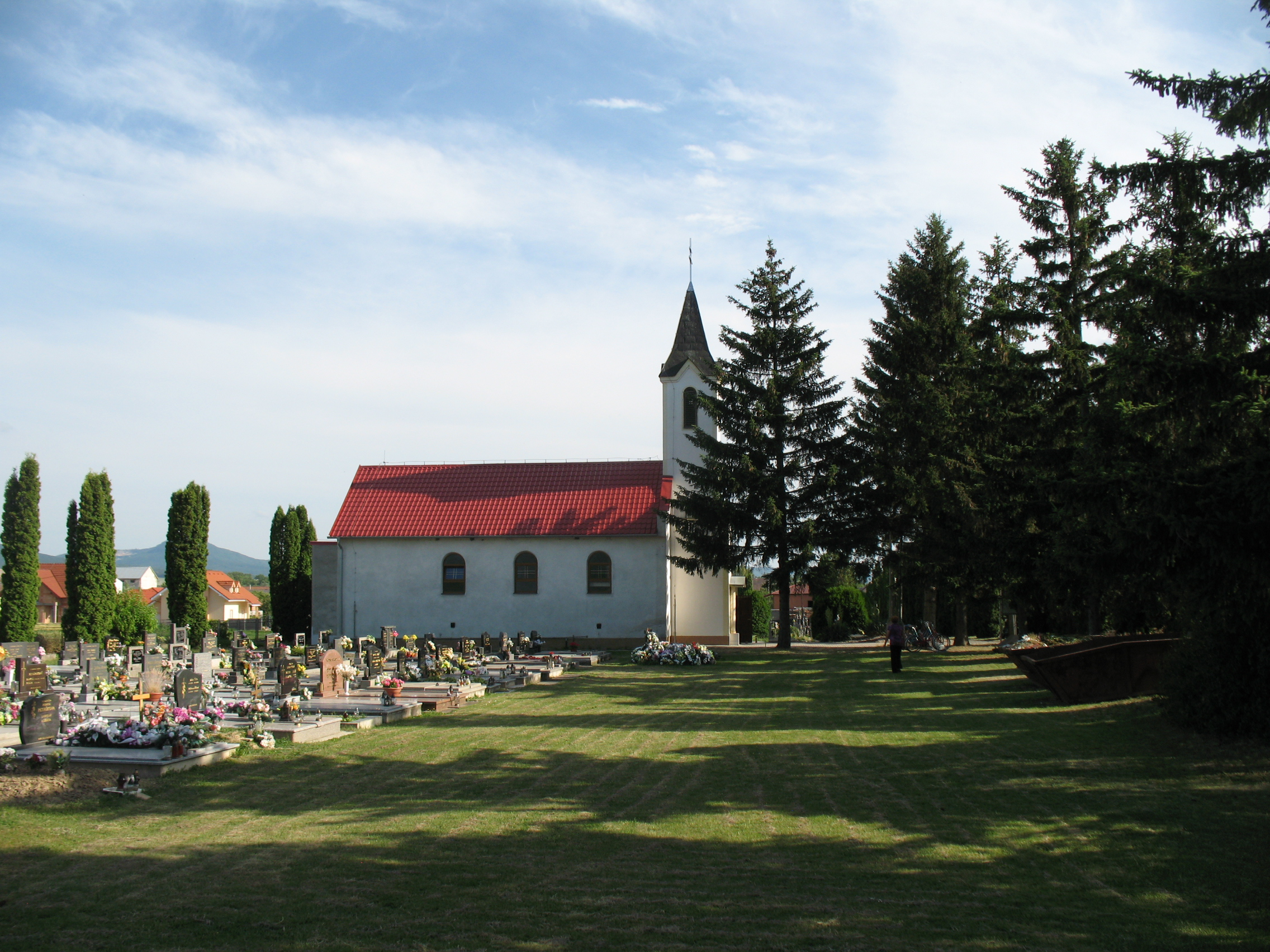
Kirche in Belince

Belince wurde zum ersten Mal 1318 als Bullad schriftlich erwähnt und war zuerst Besitz des Bistums Neutra. Per Tausch des Neutraer Bischofs kam 1570 der Ort zur Herrschaft des Geschlechts Apponyi. Ab 1696 war das Dorf Bestandteil der Herrschaft von Preseľany und später Besitz verschiedener landadliger Familien. 1708 fand während des Rákoczi-Aufstands ein Gefecht zwischen dem kaiserlichen Heer und den Kuruzen statt. 1715 gab es Weingärten und sechs Haushalte, 1787 hatte die Ortschaft 24 Häuser und 150 Einwohner, 1828 zählte man 15 Häuser und 109 Einwohner, die als Landwirte beschäftigt waren. 1835 wurde Belince bei einem Großbrand nahezu vollständig zerstört.
Bis 1918 gehörte der im Komitat Neutra liegende Ort zum Königreich Ungarn und kam danach zur Tschechoslowakei beziehungsweise heute Slowakei.

## Bevölkerung
| Jahr                | 1994 | 2004    | 2014     | 2024     |
| ------------------- | ---- | ------- | -------- | -------- |
| Anzahl der Personen | 267  | 281     | 324      | 376      |
| Unterschied         |      | +5,24 % | +15,30 % | +16,04 % |

| Jahr                | 2023 | 2024    |
| ------------------- | ---- | ------- |
| Anzahl der Personen | 383  | 376     |
| Unterschied         |      | −1,82 % |

Gemäß der Volkszählung 2011 wohnten in Belince 316 Einwohner, davon 305 Slowaken sowie jeweils ein Magyare und Tscheche. Neun Einwohner machten keine Angabe zur Ethnie.
291 Einwohner bekannten sich zur römisch-katholischen Kirche, vier Einwohner zur Evangelischen Kirche A. B. und ein Einwohner zu den Mormonen. Acht Einwohner waren konfessionslos und bei 12 Einwohnern wurde die Konfession nicht ermittelt.

## Bauwerke und Denkmäler
- römisch-katholische Kyrill-und-Method-Kirche aus dem Jahr 1968, bis zur festlichen Weihe im Jahr 1993 als Leichenhaus genutzt, 1994 um den Turm ergänzt
- Kapelle Sieben Schmerzen Mariens aus dem 19. Jahrhundert